# Чичен-Іца
Чичен-Іца (науатль: Chichen Itza, вимова: /tʃiːˈtʃɛn iːˈtsɑː/, від юкатецького словосполучення: chich'en itza' — «біля виходу джерела Іца») — стародавнє місто на півночі Юкатан.
Чичен-Іца розташована у північній частині півострова Юкатан, в 120 кілометрах на південний схід від міста Мерида.

## Історія

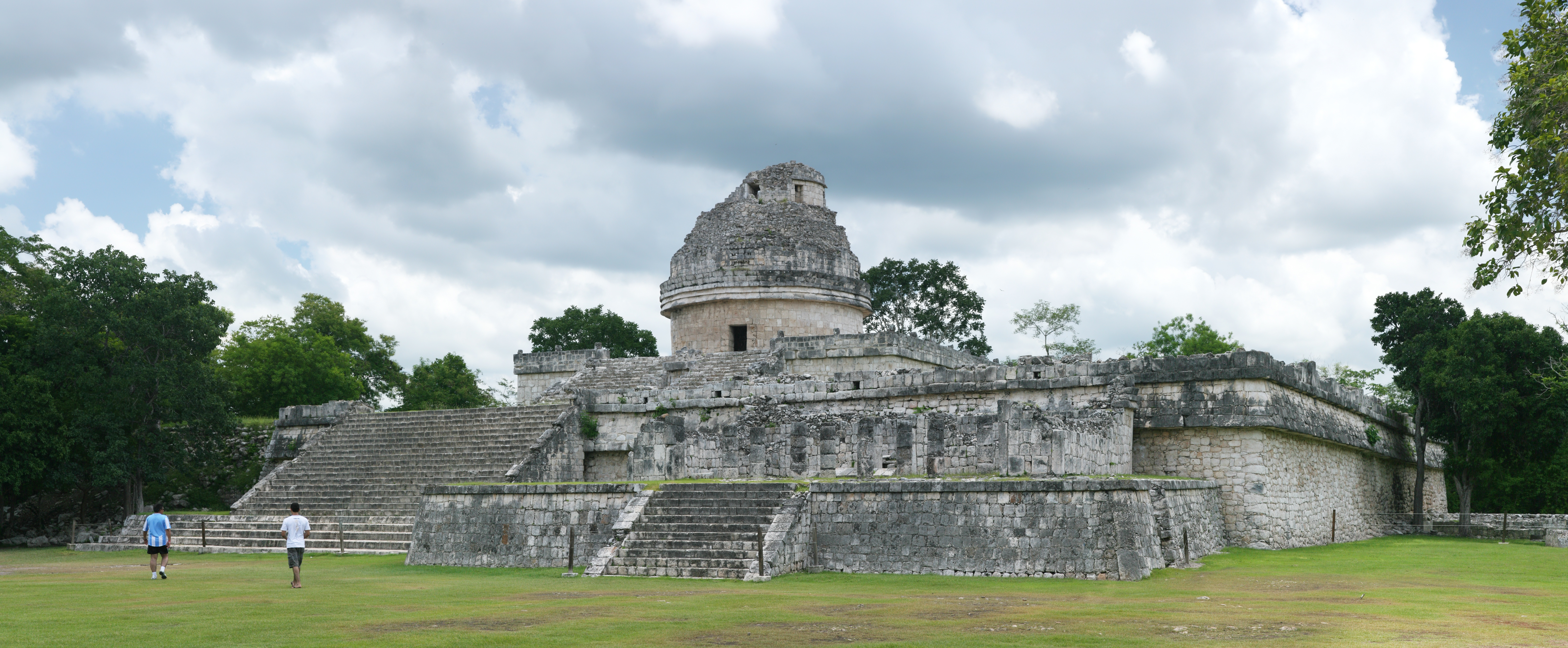
Ель-Караколь, обсерваторія

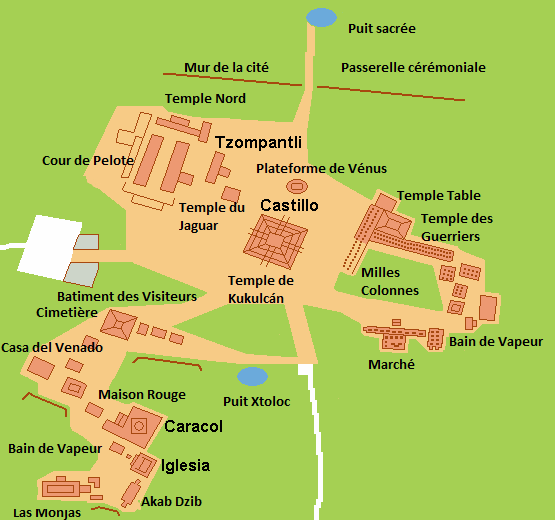
мапа центральної частини Чичен-Іци

Засноване, приблизно 455 року (згідно з книгою М. Стінгла, «Таємниці індіанських пірамід») невідомими натепер племенами майя. Тоді місто мало назву, яку дослідники розшифровують як Вук-Йабналь. Стосовно державного устрою замало відомостей, у написах того періоду зовсім відсутні згадки про священних ахавів.
У цей період держава була залежною від царства Талол зі столицею в Ек-Баламі. Правителі Чичен-Іци носили титул «священного кокоома» або ачлевааха. У середині 870-х років Вук-Йабналь на чолі із К'ак'упакаль-К'авіілєм скинув залежність від Ек-Балама.
Між 890 та 910 роками було захоплено представниками маянського племені іца, які перейменували місто на Чичен-Іца. Першим царем став Ах-Хольтуун-Балам. У середині X ст., за часів царя Пдриха, перетворилося на провідну державу регіону. На цей час припадає будівництво у місті величних споруд у стилі Пуук (у так званому «старому Чичені») — зокрема були зведені палац і славнозвісна обсерваторія, яку іспанці пізніше назвали Ель-Караколь («Равлик»).
Наприкінці X ст. іца зазнали поразки від сусідів і, за деякими даними, залишили Чичен. Проте уклавши союз із тольтеками — войовничими прибульцями із Центральної Мексики, на чолі яких стояв жрець Кетцалькоатля (Кукулькана), іца через кілька десятиріч відвоювали місто. Чичен-Іца стає центром Маяпанської ліги.
У 1047 році халач-вінік Почекішцой перетворив Чичен-Іцу на столицю нової тольтексько-маянської держави. Місто було перебудоване згідно зі смаками завойовників. Саме в цей час були зведені 9-ступенева піраміда Кукулькана (висота 24 метри), «Храм воїнів» на невисокій 4-ступеневій піраміді, «Храм ягуара» (обидва з настінними розписами), Велике поле для гри в м'яч довжиною 135 м (найбільший гральний майданчик з усіх створених мая), «Група тисячі колон» та інші споруди так званого «нового Чичена».
У 1194 році чиченські війська в битві біля Чикенчеена зазнали поразки від ушмальців, в полон потрапив і невдовзі був страчений верховний жрець Кукулькана Хапайкан. А через 222 дні місто здобули штурмом і спалили маяпанці, яких очолював Хунаккеель. Правитель Чичен-Іци — Чакшибчак із рештками своїх прибічників втік до Петен-Іци.
У 1244 році Чичен-Іца остаточно втратила самостійність і надалі містом керували намісники з Маяпана.
Наприкінці XV століття Чичен-Іца остаточно спорожніла.
На жаль, політика іспанських завойовників, які вторглися на територію Юкатану в XVI столітті, включала спалення манускриптів і вбивство священнослужителів народу мая. Таким чином, більша частина його історії була втрачена.
1843 року Чичен-Іца стала відомою широкому загалу завдяки книзі Джона Ллойда Стефенса «Інциденти подорожей на Юкатані» (з ілюстраціями Фредеріка Катервуда). У книзі розповідалось про поїздку Стефенса на Юкатан і його подорожі стародавніми містами мая, включаючи Чичен-Іцу. Книга підштовхнула до подальших досліджень міста.
Руїни Чичен-Іци зараз є федеральною власністю мексиканського уряду, а керівництво ними підтримується мексиканським Національним інститутом антропології та історії (Instituto Nacional de Antropología e Historia, INAH). Земля під руїнами була викуплена в місцевих землевласників — родини Барбачано.

## Дослідження
На початку квітня 2023 року, британська газета The Guardian повідомила, що в районі памʼятки Чичен-Іца на півострові Юкатан, під час археологічних розкопок було знайдено табло для ритуальної гри з мʼячем. На камʼяному табло діаметром 32 см і вагою 40 кг зображені два гравці біля мʼяча, а навколо них нанесені ієрогліфи. Один із археологів розповів, що в цьому місці складно знайти ієрогліфи мая, а на табло написали цілий текст. Відповідно, мая могли грати в гру з мʼячем понад тисячу років тому. На даний час дослідники виконують деталізовані зображення у високому розширенні, щоб продовжити детальне вивчення знахідки, а саме стародавнє табло, яке датують 800—900 роками н. е., законсервують.
24 серпня 2023 року, Національний інститут антропології та історії Мексики (INAH) повідомив, що напередодні відкриття нової археологічної зони у місті мая Чичен-Іца, працівниками було знайдено скульптуру атланта, яка датована періодом між 800 та 1200 роками н. е. Скульптура виконана у класичному стилі та має розміри заввишки 90 сантиметрів та завширшки 45 сантиметрів

## Галерея

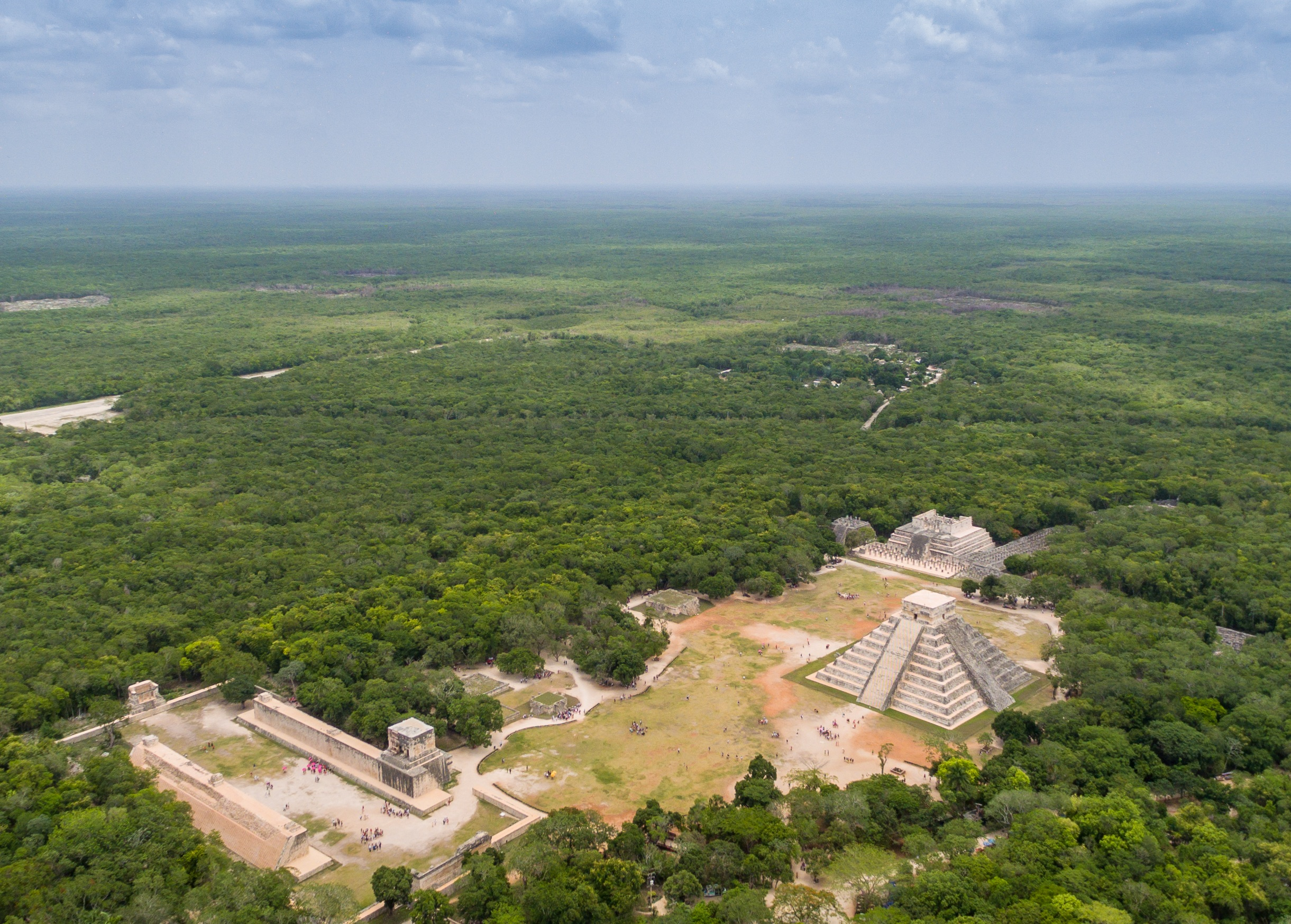
Вид Чичен-Іци з повітря
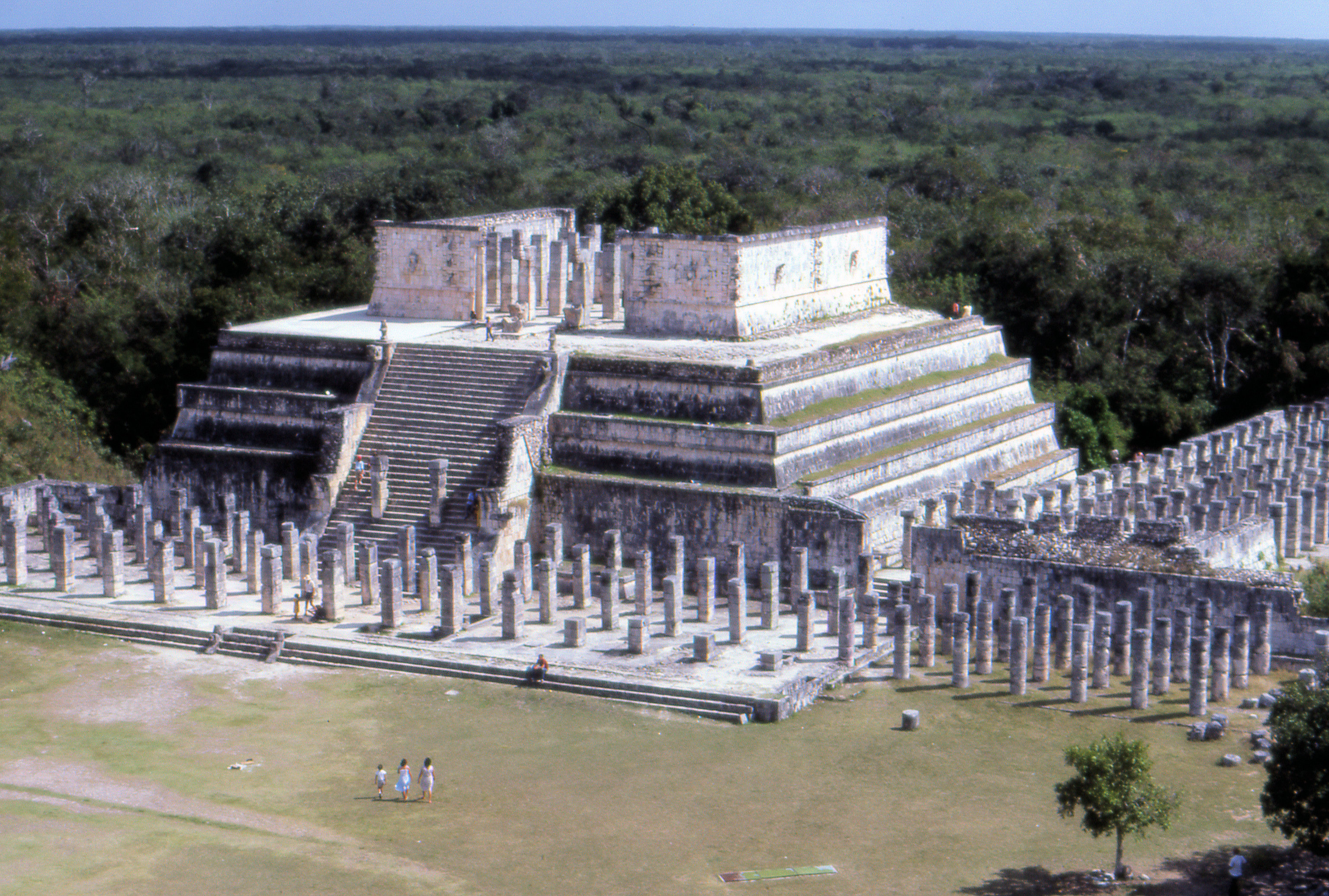
Храм Воїнів
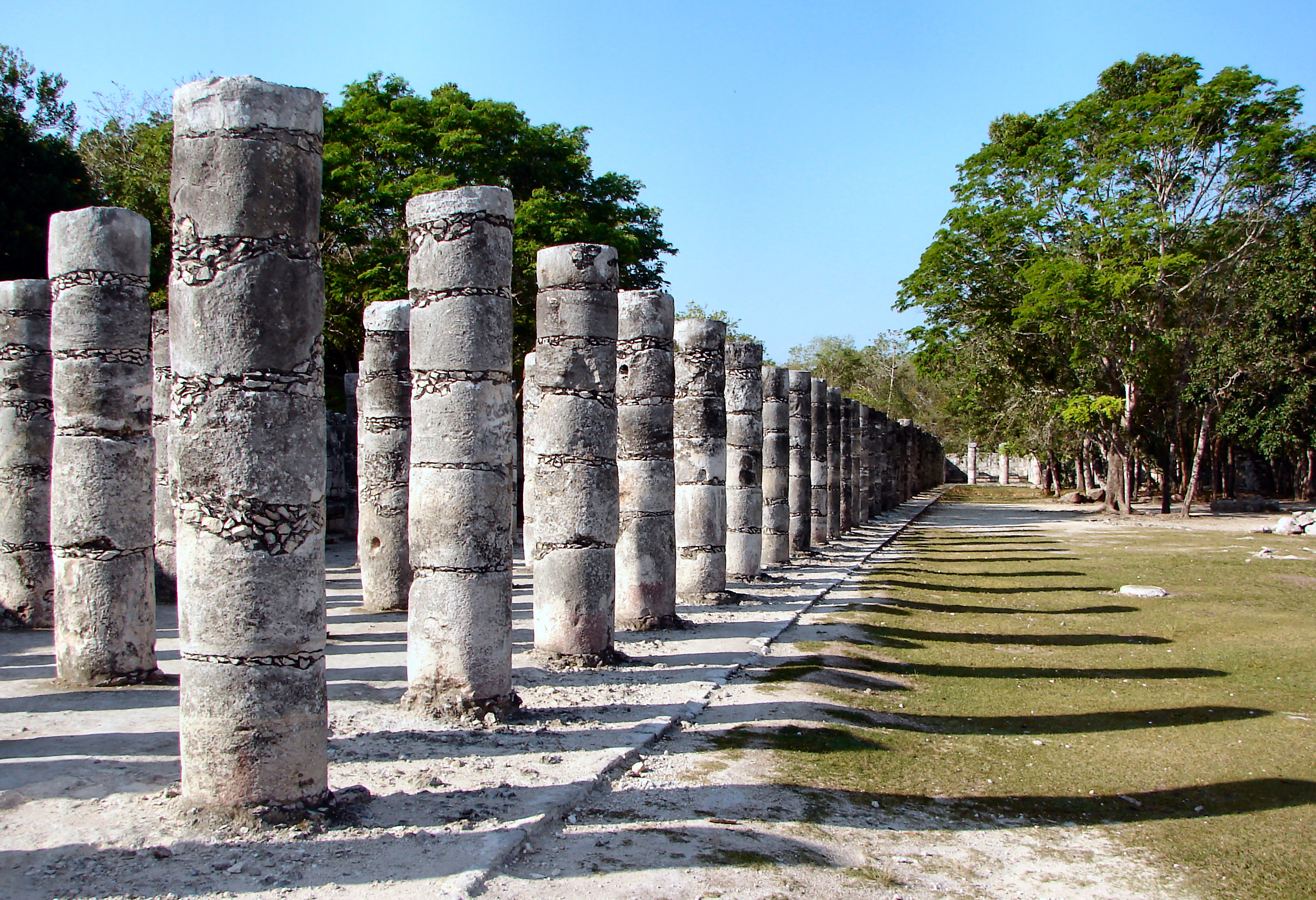
Колони біля Храму Воїнів
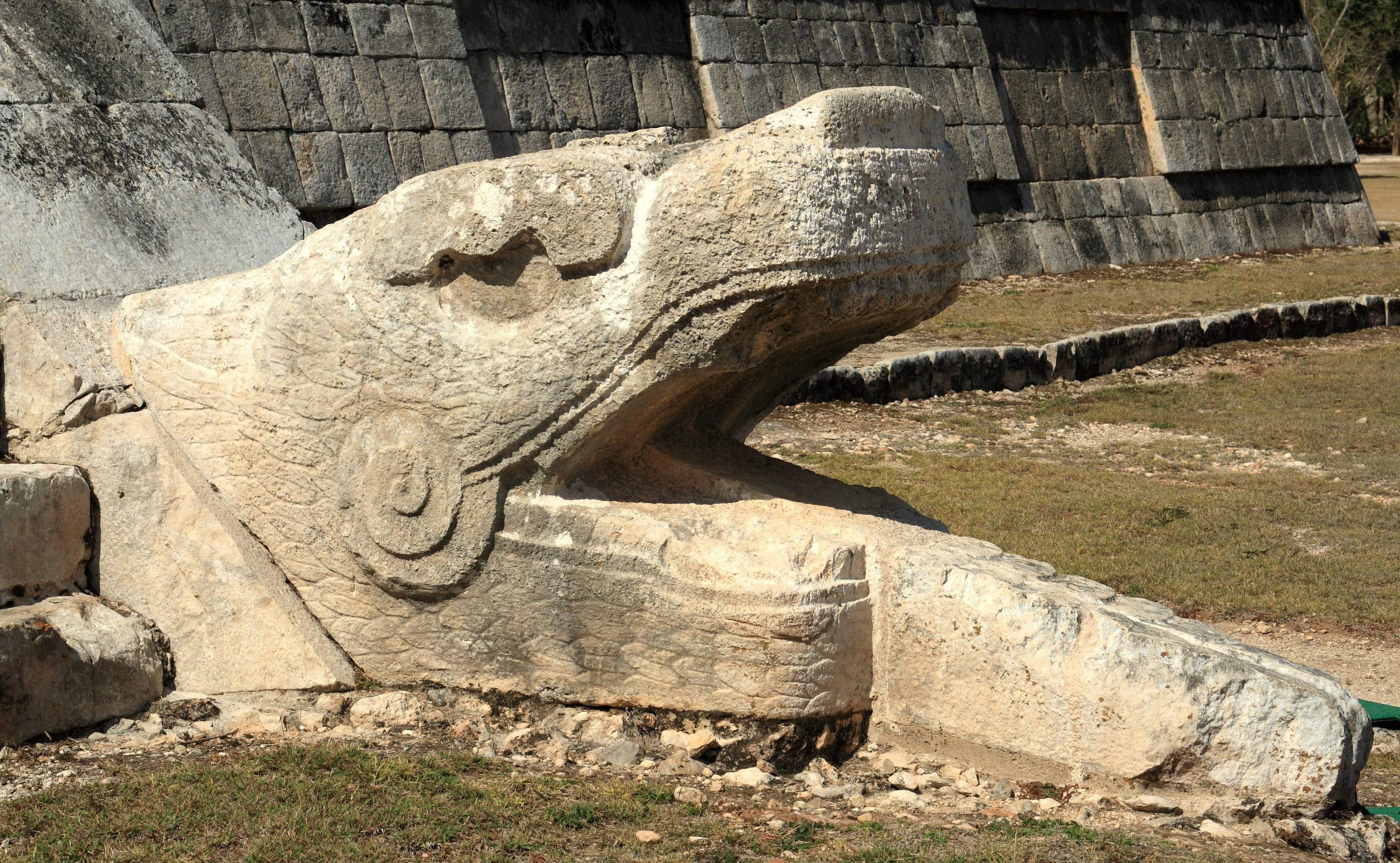
Зміїна голова біля підніжжя Кукулькана
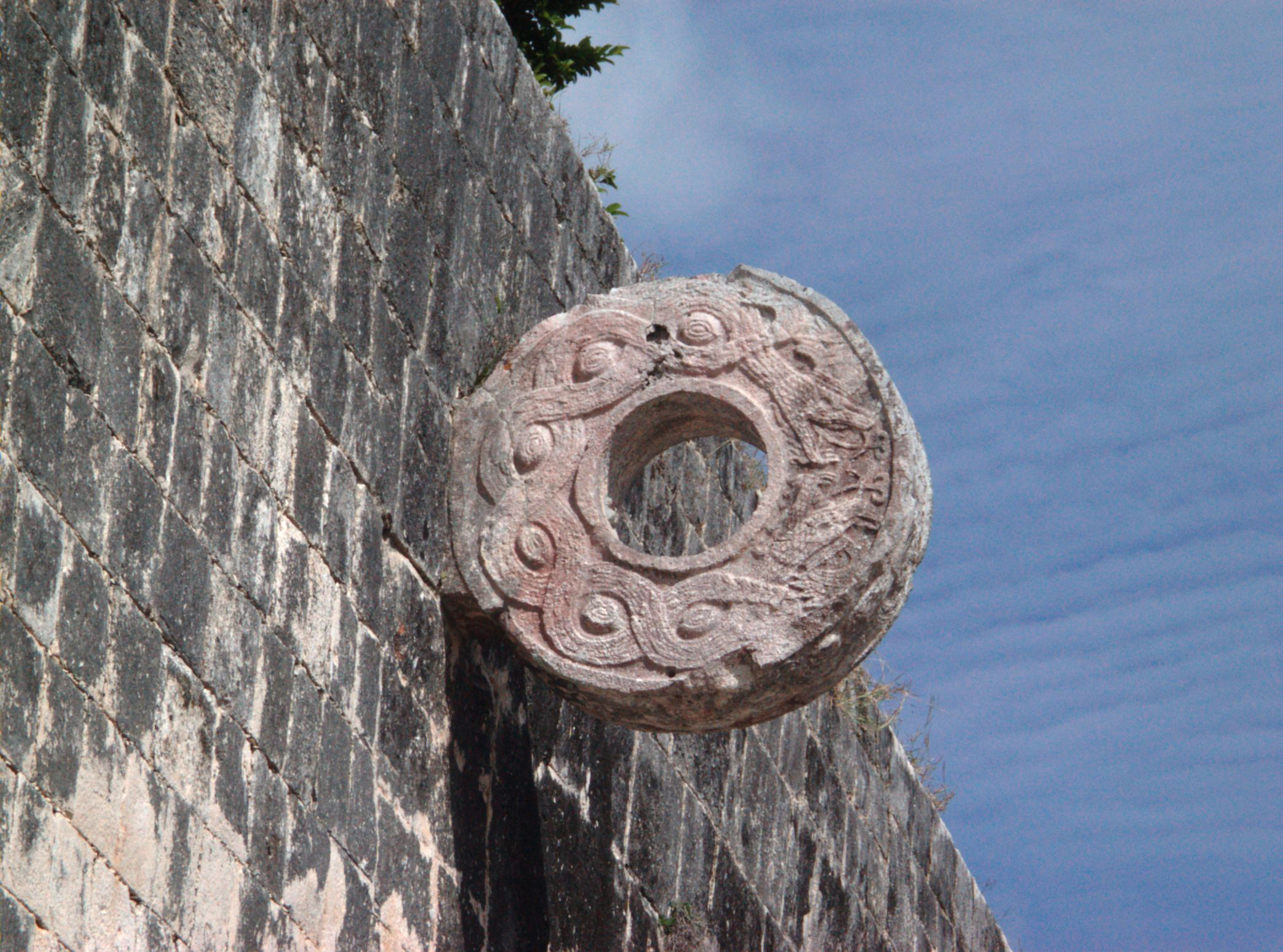
Кам'яне кільце, розташоване на висоті 9 метрів над підлогою Великої поля для гри в м'яч
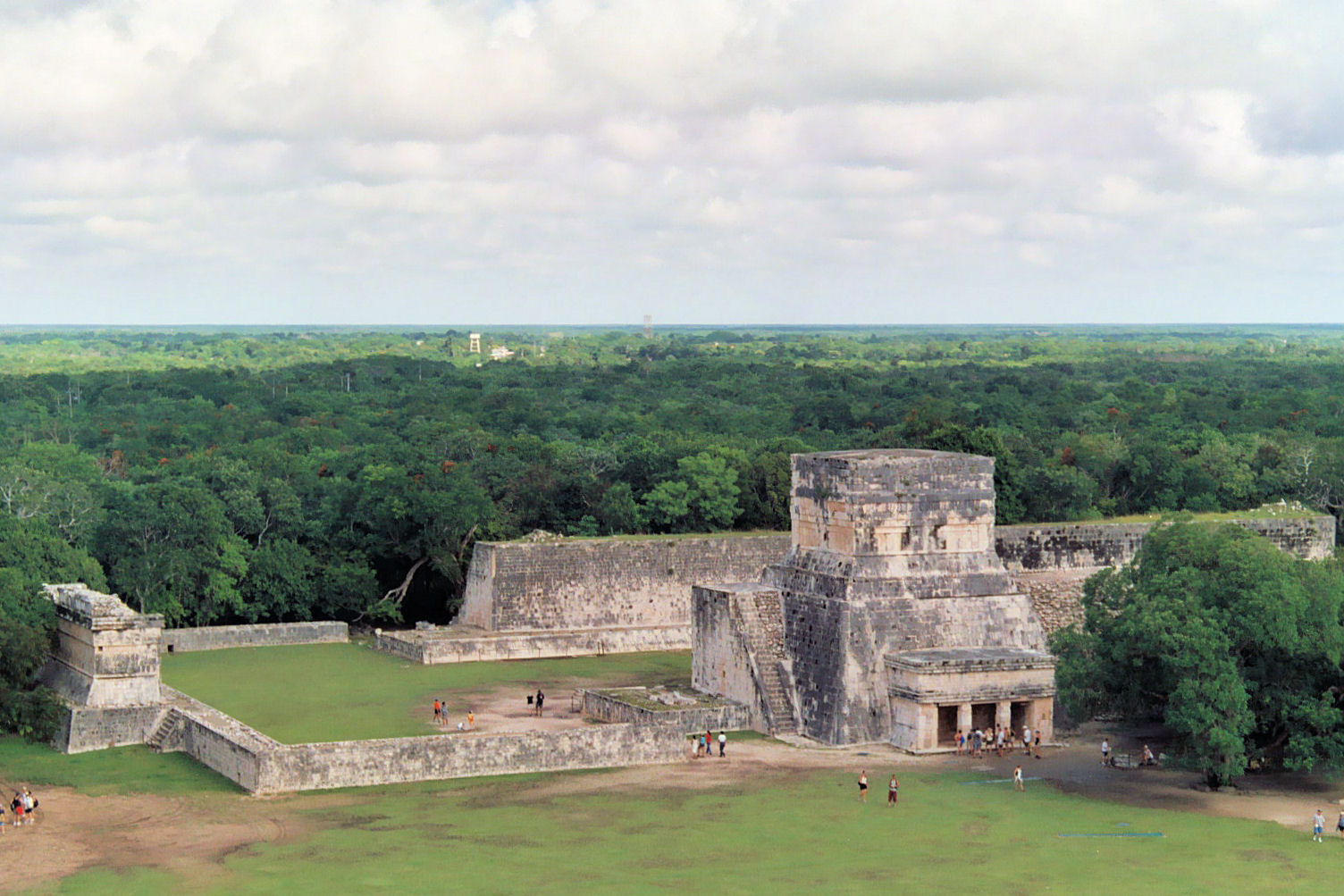
Велике поле для гри в м'яч
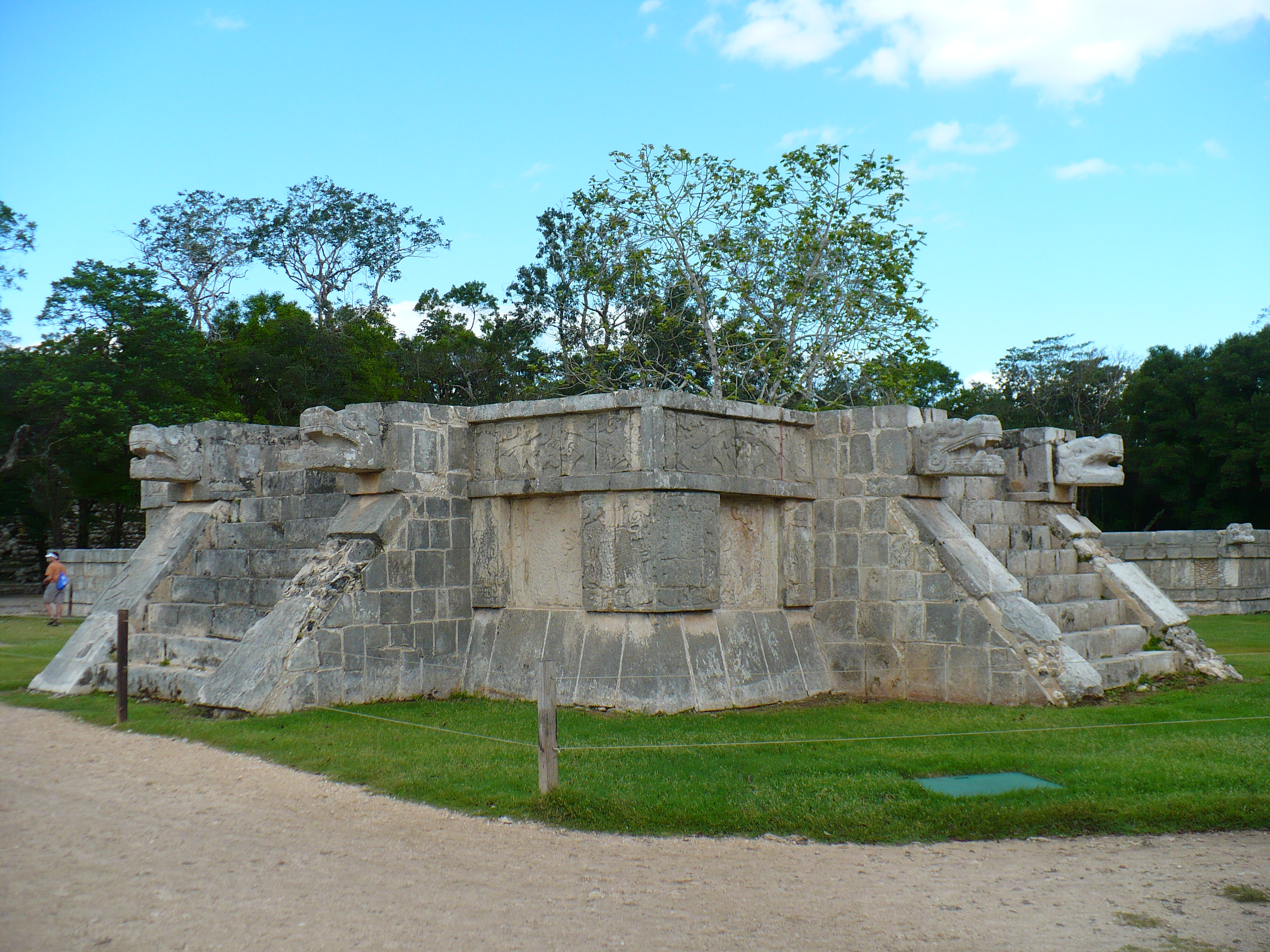
Платформа Венери на Великій площі
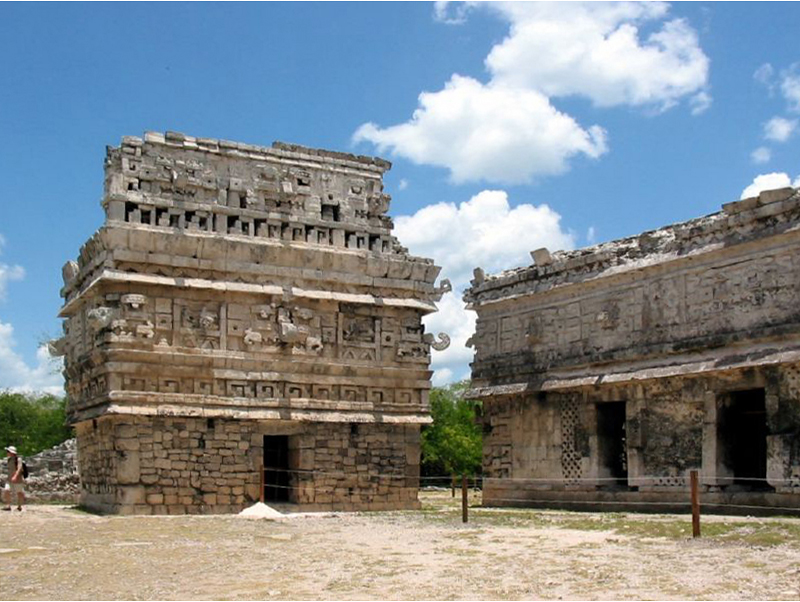
Храм
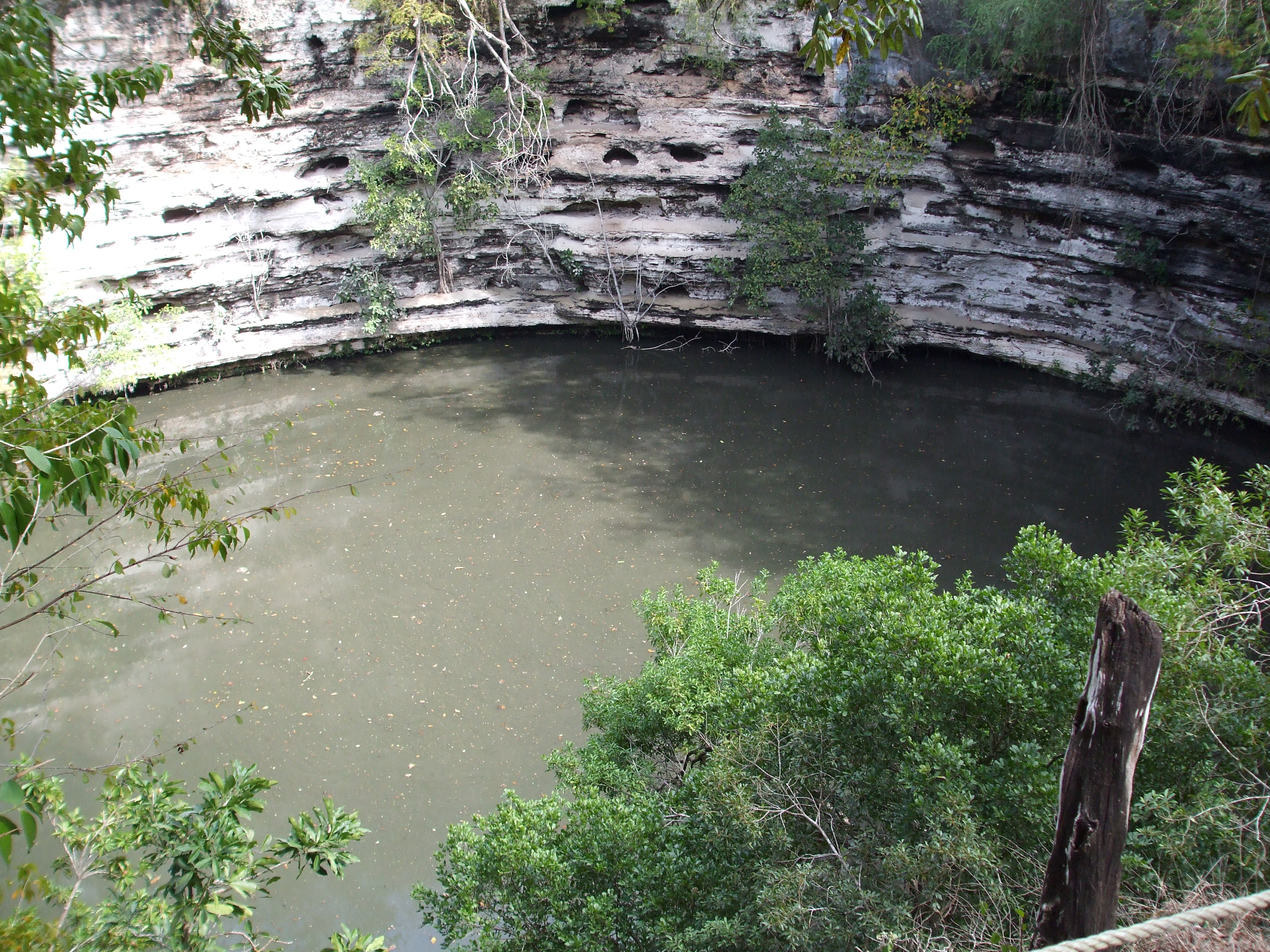
Священний сеноте